# 프라임센터
프라임센터(영어: Prime Center)는 대한민국 서울특별시 광진구 구의동에 위치한 건축물이다. 한국경제 신문에 따르면 프라임센터 사무동이 1998년 8월 3일에 준공되었기 때문에 이날이 테크노마트 준공일이라고 보면 된다. 판매동인 테크노마트 및 롯데마트는 각각 동년 4월 4일과 4월 1일에 개장하였다.

## 역사
1998년 4월 4일 서울특별시 광진구 구의동 부근에 최초의 복합쇼핑몰인 강변테크노마트를 오픈하였다.
2011년 7월 5일 오전 10시 10분께 이상진동현상이 일어나 입주자 및 고객들이 대피하는 소동이 벌어졌다. 5일부터 7일까지 임시점검을 진행하여 이상 없음을 판정 받은 테크노마트는 8일 이후 정상적인 영업을 시작하였으나 아직까지 논란은 2011년 7월까지 되고 있는 상황이었다. 2011년 7월 19일 조사단은 “테크노마트 진동, 태보 운동이 원인”이라고 잠정 결론 지었다.
광진구 프라임센터는 서울 광진구에 위치한 상업용 건물로, 주로 오피스 공간과 상업시설을 포함한 복합 건물로 알려져 있습니다. 정확한 위치는 건국대학교와 인근 지하철역(건대입구역)과 가까운 편리한 교통 접근성을 자랑하며, 기업들의 사무실로도 자주 활용됩니다.
프라임센터는 현대적인 건축 양식과 다양한 편의시설을 갖추고 있어, 업무 환경 및 상업적 활동에 적합한 공간으로 평가받고 있습니다.

## 내부 시설
일반적으로 판매동과 사무동으로 나뉘어 있다. 공통적으로 지하 6층에는 기계실, 지하 5층부터 지하 2층(일부)까지는 주차장이 있고 지하 2층에는 롯데마트, 지하 1층에는 롯데리아와 먹자골목(푸드코트), 그리고 액세서리나 의류를 파는 패션쇼핑몰, 1층부터 8층까지는 일반적인 쇼핑상가가 밀집되어있으며 9층에는 식당가, 10층에는 CGV영화관이 있는 멀티플렉스 쇼핑몰이다. 11층부터는 사무동으로만 분류되며 쇼핑몰이 아닌 회사건물이고 39층까지 있으며, 사무동의 지하1층에는 신한은행과 프라임저축은행 1층에는 하나은행 2층에는 국민은행 3층에는 우리은행이 있다. 1998년 오픈하였으며 당시 세인들의 관심과 최초의 복합쇼핑몰로 자리잡으며 많은 언론기사를 통하여 부동산개발회사인 프라임산업이 알려진 계기가 되었다.
| 층수                | 용도                                                           |
| ------------------- | -------------------------------------------------------------- |
| 11층 ~ 39층         | 업무시설                                                       |
| 10층                | CGV 영화관                                                     |
| 9층                 | 식당가                                                         |
| 2층 ~ 8층           | 쇼핑상가, 국민은행, 우리은행(3층)                              |
| 1층                 | 로비, 쇼핑상가, 하나은행                                       |
| 지하 1층            | 롯데리아, 먹자골목(푸드코트), 쇼핑몰, 신한은행, 프라임저축은행 |
| 지하 5층 ~ 지하 2층 | 지하주차장                                                     |
| 지하 6층            | 기계실                                                         |

## 사건 및 사고

### 강변 테크노마트 건물진동현상
발단은 2011년 7월 5일 10시 10분경 사무동에 근무하던 한 직원이 상하로 건물이 흔들린다고 느낀후 소방서에 신고하면서 시작되었다.
건물관리특별법에 의거하여 광진구청은 강제퇴거명령을 내렸으나, 강변테크노마트의 소유사인 프라임개발(주)은 3개월후에 진행되는 정기정밀점검때 하자고 제시하였고 광진구청은 이를 거절하여 결국 오후 2시경에 강제 퇴거명령에 의하여 모든 입주자 및 고객들이 건물 밖으로 대피시켰다.
소식이 전해지면서 누리꾼들은 트위터나 페이스북등 SNS를 통해 빠르게 알려지면서 논란이 있다는 가능성을 두었다.
첫 번째로 10층에 있는 CGV 영화관의 진동, 두 번째는 13층에 있는 휘트니스클럽, 마지막 세 번째로는 사무동 건물에 있는 기계실의 진동이 대표적이다.
3일동안의 조사를 통하여 이상이 없다는 판정을 받은 강변테크노마트는 다시 재영업에 돌입하였으나, 이미 안정성에 대한 이미지가 하락한 탓에 매출을 급격히 내려갔고 각종 논란이 지속되는 상태에서 계속 영업을 해야하는 상황에 놓여지게 되었다.
1995년 6월 29일에 있었던 삼풍백화점을 떠올리며 '처음 균열이 발견되었는데 붕괴의 대한 징조를 무시하는 바람에 대참사가 이어졌다'는 글을 시작으로 1990년대에 있었던 부실공사에 대한 이미지가 겹치면서 사람들은 계속해서 무너진다고 생각을 하면서 강변테크노마트에 가급적이면 가지 않으려 하고 있다.
조사단은 7월 19일에 공명 현상에 대한 결과라고 말하였으나 아직까지도 안정성에 대한 이미지는 회복되지 않고 있다.

## 갤러리

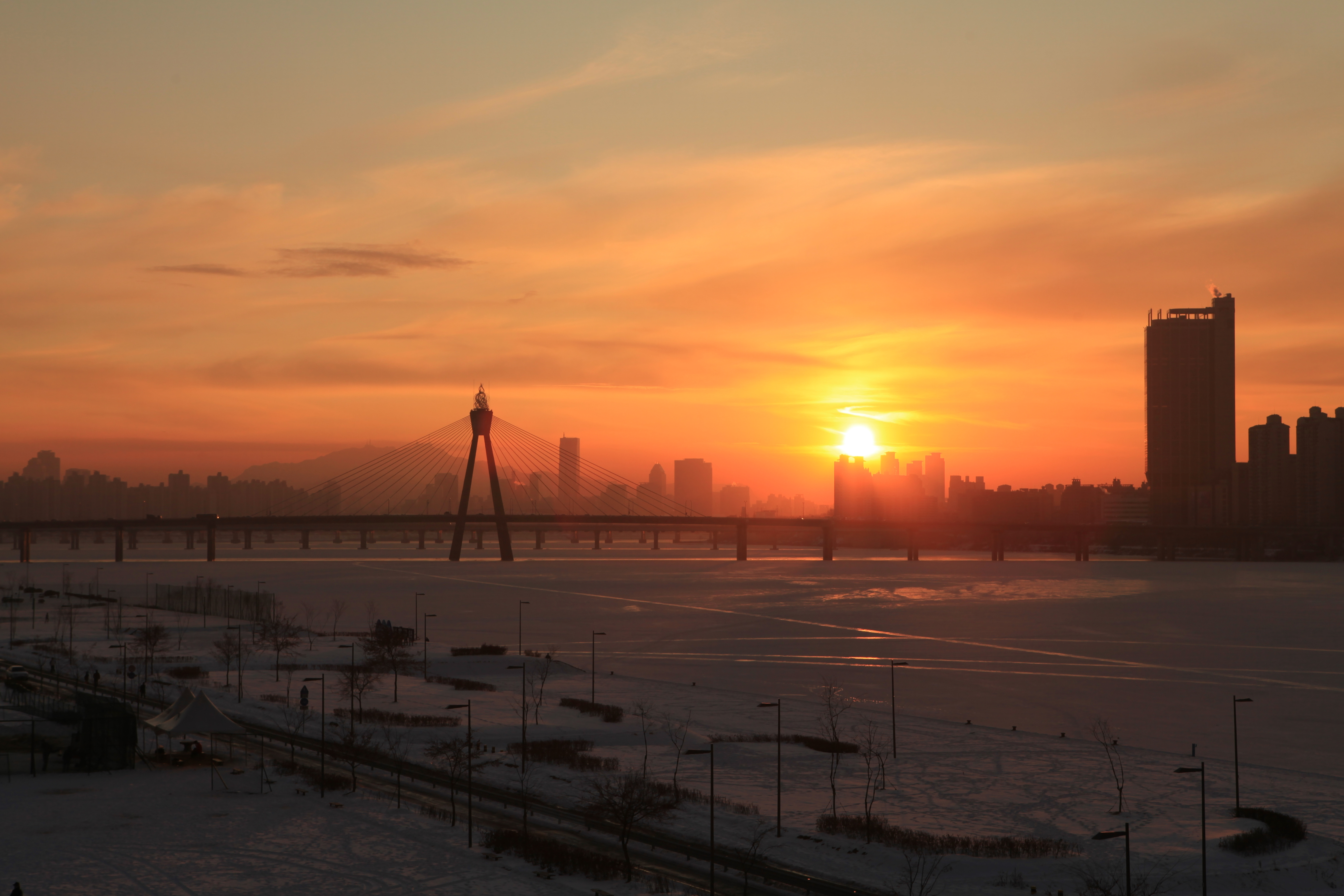

## 파노라마

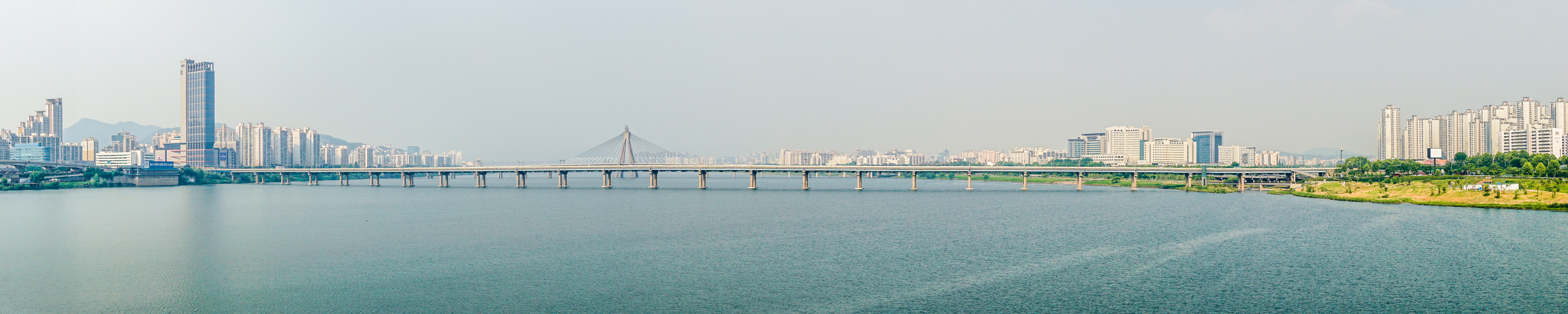
강변 테크노마트가 보이는 파노라마.

## 교통
- ● 서울 지하철 2호선 - 교통 2호선 강변역과 지하통로를 이용하여 연결되어 있는 것이 특징이다.

## 같이 보기
- 강변 테크노마트
- 대한민국의 마천루 목록
- 서울특별시의 마천루 목록